# Guy Allix
Pour les articles homonymes, voir Allix.
Guy Allix, né à Douai le 4 juin 1953, est un poète et un écrivain libertaire français.

## Biographie
Il a vécu à Rennes en Bretagne, de 1968 à 1975. Après le lycée, il exerce à Rennes différents métiers tels que manutentionnaire, aide-soignant, garçon de course, surveillant de lycée, etc.
En 1975, il s'installe en Normandie, où il passe une licence en lettres modernes, tout en étant salarié et dispensé d'assiduité.  Il  consacre une maîtrise et un DEA au poète Jean Follain.
Il est ensuite professeur de Français dans deux collèges en Normandie (collège Pasteur et collège Lavalley à Saint-Lô), puis au lycée Sivard-de-Beaulieu à Carentan (Manche) avant d'être formateur à l'IUFM de Caen. Il termine sa carrière à l'IUT de Caen, antenne de Lisieux.
Il s'installe en Bretagne dans l'Ille-et-Vilaine à l'automne 2020.
Guy Allix est également auteur jeunesse, critique littéraire et chroniqueur ; il a tenu une chronique poésie à Ouest-France (pages Manche et Saint-Lô) et à Normandie-Magazine. Il collabore régulièrement aux revues Les Cahiers du Sens et Spered Gouez / L'esprit sauvage.
Il a été le Président fondateur de l'association "Lire à Saint-Lô" créée en 1989. Il est également membre de la SGDL, de l'Association des Ecrivains Bretons et de la Charte des auteurs et des illustrateurs jeunesse. Il est également sociétaire de la Sacem (auteur et compositeur).
Lauréat de plusieurs prix de l'Académie française : Prix Amic 1991, prix Théophile-Gautier 1994 pour le recueil Lèvres de peu (Rougerie), prix François Coppée 2016 pour Le sang le soir (Le nouvel Athanor). Il a aussi obtenu le Prix Paul Quéré 2017-2018.
Il est traduit en italien, breton, arabe, albanais, catalan et roumain.

## Œuvre poétique
- La Tête des songes, avec un frontispice d'Aldo Guillaume Turin, collection Présence et regards, éditions de l'Athanor, 1re édition 1974, 2e édition 1975.
- La Grande Forge, poème affiche, atelier La Feugraie, 1977.
- L'Éveil des forges, avec cinq illustrations d'Aldo Guillaume Turin, éditions de l'Athanor 1976.
- Mouvance mes mots, avec une préface de Hubert Juin, éditions Rougerie, 1984.
- Fragments des fuites, éditions Rougerie, 1987.
- Lèvres de peu suivi de Le Nord avec une préface de Pierre Dhainaut, éditions Rougerie, 1993, (prix Théophile-Gautier 1994).
- C'est quand rêve l'heure, Poème-affiche illustré par Janladrou, éditions Motus 1991.
- Le Déraciné, éditions René Rougerie, 1997
- Solitudes, avec une préface de Bernard Noël, éditions Rougerie, 1999
- Le poème est mon seul courage, éditions Le Nouvel Athanor, préface de Jean-Luc Maxence, 2004.
- Oser l’amour, Atelier du Groutel, tirage limité, 2007.
- Oser l'amour (autres extraits), préface de Marie-Josée Christien, Atelier de Groutel, tirage limité, 2010.
- Le Nord, Atelier de Groutel, tirage limité, 2010.
- Correspondances, recueil à deux voix avec Marie-Josée Christien, Les Éditions Sauvages (collection Dialogue), 2011.
- Survivre et mourir, éditions Rougerie, 2011
- Le sang le soir, préface de Lucien Noullez, éditions Le Nouvel Athanor, 2015 (prix François-Coppée de l'Académie française 2016).
- Au nom de la terre, préface de Ariane Mathieu, frontispice de J.G. Gwezenneg, Les Editions Sauvages (collection Ecriterres), 2018 (récompense du Prix Paul Quéré 2017-2018)[5], retirage 2021
- Intégrale de OSER L'AMOUR suivi de D'AMOUR ET DE DOULEUR, images de Jean-François Hémery, ouvrage bibliophilique, Atelier de Groutel, 2018
- Les amis, l'amour, la poésie, poésie et chansons, CD, 2020

## Autres livres
- Maman, j'ai oublié le titre de notre histoire, récits autobiographiques, Librairie-Galerie Racine, 2008.
- Guy Allix, anthologie, présentation par Jean-Luc Maxence, collection « poètes trop effacés », Éditions Le Nouvel Athanor 2008.
- Maman, j'ai oublié le titre de notre histoire, suivi de Félix, une voix sans parole, récits autobiographiques, nouvelle édition augmentée, Les Editions Sauvages (collection Phénix), 2016
- Entre urgence et humilité, Chiendents no 126, Editions du Petit Véhicule, 2018[6]
- En chemin avec Angèle Vannier, essai, éditions Unicité, 2018
- Je suis Georges Brassens, biographie, écrit avec Michel Baglin, Jacques André éditeur, collection "Je suis...", 2019
- Vassal du poème (Eléments pour une poéthique), préface de Marie-Josée Christien, frontispice de Janladrou, coll. La Pensée Sauvage, Les Editions Sauvages, 2020

## Livres jeunesse
- Le petit peintre et la vague [7](images de Martine Delerm), éditions Coop Breizh, collection Beluga, 2014
- Ar livour bihan hag ar wagen (images de Martine Delerm), traduction en breton par Drian Bernier, Coop Breizh / Beluga, 2014
- Poèmes pour Robinson, illustrations d'Alberto Cuadros, éditions SOC & FOC, 2015
- Les couleurs du Petit Peintre (images de Pointilleuse), éditions Beluga / Coop Breizh, 2018
- Livioù al Livour Bihan (images de Pointilleuse), traduction en breton de Drian Bernier, éditions Beluga / Coop Breizh, 2018

## Ouvrages collectifs, anthologies
- L'année poétique, Seghers, 2008
- L'Anthologie du Festival de la parole poétique, volume 1, 2012
- Grand Angle, ouvrage conçu par Eve Lerner, poèmes de Bretagne, d'Afrique de l'Ouest et des Caraïbes, L'Autre Rive, 2012
- Les Poètes et le Sang, par le professeur Jean Bernard, Éditions Odile Jacob.
- Anthologie de la poésie mystique contemporaine, Jean-Luc Maxence, Presses de la Renaissance.
- Les Riverains du feu, Christophe Dauphin, Éditions Le Nouvel Athanor.
- L'Athanor des poètes, anthologie 1991-2011 de Danny-Marc et Jean-Luc Maxence, Éditions Le Nouvel Athanor, 2011
- Riverains des falaises, anthologie de Christophe Dauphin, Éditions Clarisse, 2011
- Visages de poésie, portraits au crayon & poèmes dédicacés, anthologie de Jacques Basse, volume 2, Éditions Rafael de Surtis, 2009
- Ouvrir le XXIe siècle, 80 poètes québécois et français, Moebius et les Cahiers du sens, Paris, Montréal, 2013
- Appel aux riverains (anthologie 1953-2013) de Christophe Dauphin, Les Hommes sans épaules éditions, 2013.
- Liberté de créer, liberté de crier, anthologie poétique réunie pour le PEN club français par Françoise Coulmin, Éditions Henry, 2014
- Europoesia, Antologia festivalului - Braila 2016, bilingue français-roumain, traduction Stelu Bucovala si Valeriu Stancu, éditions CronEdit, 2016
- Au fond de nos yeux #2, anthologie photographique de Yvon Kervinio, éditions L'Aventure Carto, 2017
- L'anthologie des poètes sémaphoristes, direction de Bruno Geneste, Maison de la poésie du pays de Quimperlé, 2018
- Poezie europeana contemporana, anthologie de Valeriu Stancu, Stiinta/ Cronedit, 2018
- Poezai lumii în orasul poeziei, poemondia, Roumanie, 2018
- Anthologie du rêve, anthologie établie par Laurence Bouvet, éditions Unicité, 2018
- Anthologie de l'intime, anthologie établie par Laurence Bouvet et Jean-Louis Guitard, éditions Unicité, 2019
- Nous, avec le poème comme seul courage (84 poètes d'aujourd'hui), Le castor astral, 2020

## Pour approfondir